# Държавно устройство на Естония
Естония е парламентарна република.

## Президент
Президентът се избира от парламента за срок от 5 години. Той има предимно представителни и формално-правни функции. Президентът също официално е считан за върховен главнокомандващ на силите на отбраната на страната.

## Законодателна власт
Законодателната власт се състои от Еднокамарен парламент, наречен Рийгиког (Народно събрание), състоящо се от 101 депутати, избирани за 4 години, изборната бариера е 5 %. В изборите за парламент могат да участват всички граждани на Естония, навършили 18 години. Парламентарните избори се провеждат по пропорционалната система, и по мажоритарен начин. Кандидат може да бъде гражданин на Естония, навършил 21 години. Първото заседание се свиква от председателя на парламента на републиката. Членовете на парламента имат имунитет, но подлежат на наказателна отговорност по препоръка на канцлер на правото и със съгласието на мнозинството депутати от Рийгикога (Народното събрание).